# Diana (Film)
Diana ist eine britische Filmbiografie aus dem Jahr 2013. Unter der Regie von Oliver Hirschbiegel ist Naomi Watts in der Titelrolle der Diana, Princess of Wales zu sehen.

## Handlung
Der Film schildert die letzten zwei Jahre im Leben der Princess of Wales und fokussiert sich dabei auf ihre Beziehungen zu Hasnat Khan und Dodi Al-Fayed, mit dem sie am 31. August 1997 bei einem Verkehrsunfall in Paris ums Leben kam.

## Hintergrund
Der Film hatte am 5. September 2013 seine Weltpremiere in London. Er lief am 1. November 2013 in den US-amerikanischen und kanadischen Kinos an. Der Kinostart in Deutschland erfolgte am 9. Januar 2014.
In den Vereinigten Staaten lief der Film in 38 Kinos an und spielte am ersten Wochenende 55.000 Euro ein. Auch in England startete der Film im September 2013 enttäuschend und gilt damit als kommerzieller Flop. In 159 Kinos gestartet, fand der Film in Deutschland 17.000 Zuschauer.
Das Drehbuch zum Film basiert auf dem Buch Diana: Her Last Love von Kate Snell aus dem Jahr 2001.
Die Szenen in der Imperial Suite des Hotel Ritz in Paris wurden in einem Hotel in Fetcham, Surrey gefilmt. Während einer Autoszene mit Diana und Hasnat Khan wird das Chanson „Ne me quitte pas“ von Jacques Brel gespielt.
Für ihre Darstellung wurde Naomi Watts für die Goldene Himbeere als schlechteste Schauspielerin nominiert.

## Kritiken
Der Film erhielt negative, teilweise desaströse Kritiken.
Gerade in Großbritannien wurde er mit heftiger Kritik und Häme verrissen. In The Guardian hieß es, die Prinzessin sei durch den Film „zum zweiten Mal einen grausamen Tod gestorben“. The Daily Beast bezeichnete den Film als „langweilig“; Diana werde als „romantisches Opfer“ dargestellt. Die harsche Kritik im Vereinigten Königreich bezeichnete Regisseur Hirschbiegel in einem Interview als zumeist „polemisch, unfair und inhaltlich nicht begründet“.
Auch beim internationalen Publikum kam der Film nur mäßig an, in der IMDb durchschnittlich mit 5,5 von 10 möglichen Punkten. Die Seite Rotten Tomatoes zählte von insgesamt 108 Kritiken nur acht tendenziell positive (7 %). Zusammenfassend heißt es dort: „Naomi Watts bemüht sich in der Hauptrolle, aber ‘Diana’ begräbt ihren Versuch unter einem schlechten Drehbuch und plumper Regie.“
Ähnlich sahen es die deutschsprachigen Kritiker: Sonja Hartl von Spielfilm.de schrieb: „Diana ist ein schwülstiger Liebesfilm mit pseudo-kritischem Anstrich, in dem lediglich die Hauptdarstellerin überzeugt.“ Laut TV Spielfilm schwankt der Film „zwischen respektvoller Annäherung und klischeehafter Verklärung“. Er sei „allein wegen Naomi Watts sehenswert“. Auf web.de hieß es: „Herausgekommen ist ein Schmachtfetzen der übelsten Sorte, der seiner Protagonistin nie gerecht wird und gegen den sich Diana leider nicht mehr wehren kann.“ Der Film sei „weniger eine klassische Biografie als eine So-könnte-es-theoretisch-gewesen-sein-Romanze, in der Diana bei ihrer Suche nach dem wahren Leben oft genug als bestenfalls bauernschlaues Dummchen erscheint“.